# العلاقات الفرنسية الهايتية
العلاقات الفرنسية الهايتية هي العلاقات الثنائية التي تجمع بين فرنسا وهايتي.

## مقارنة بين البلدين
هذه مقارنة عامة ومرجعية للدولتين:
| وجه المقارنة                                              | فرنسا                                                    | هايتي                                |
| --------------------------------------------------------- | -------------------------------------------------------- | ------------------------------------ |
| المساحة (كم2)                                             | 643.80 ألف                                               | 27.75 ألف                            |
| عدد السكان (نسمة)                                         | 67.12 مليون                                              | 10.98 مليون                          |
| الكثافة السكانية (ن./كم²)                                 | 104.26                                                   | 395.68                               |
| العاصمة                                                   | باريس                                                    | بورت أو برانس                        |
| اللغة الرسمية                                             | لغة فرنسية                                               | لغة فرنسية، اللغة الكريولية الهايتية |
| العملة                                                    | يورو، فرنك س ف ب، فرنك فرنسي، Livre tournois ‏            | جوردة هايتية                         |
| الناتج المحلي الإجمالي (بليون دولار)                      | 2.58 تريليون                                             | 8.41 مليار                           |
| الناتج المحلي الإجمالي (تعادل القوة الشرائية) بليون دولار | 2.87 تريليون                                             | 18.82 مليار                          |
| الناتج المحلي الإجمالي الاسمي للفرد دولار أمريكي          | 36.20 ألف                                                | 818                                  |
| الناتج المحلي الإجمالي للفرد دولار أمريكي                 | 39.33 ألف                                                | 1.73 ألف                             |
| مؤشر التنمية البشرية                                      | 0.888                                                    | 0.483                                |
| رمز المكالمات الدولي                                      | +33                                                      | +509                                 |
| رمز الإنترنت                                              | .fr، .bzh ‏، .tf، .re، .wf، .yt، .pm، .paris              | .ht                                  |
| المنطقة الزمنية                                           | أوروبا/باريس ‏، توقيت وسط أوروبا، توقيت وسط أوروبا الصيفي | 00                                   |

## مدن متوأمة
في ما يلي قائمة باتفاقيات التوأمة بين مدن فرنسية وهايتية:
- ترتبط نانت مع بيتيونفيل باتفاقية توأمة.

## منظمات دولية مشتركة
يشترك البلدان في عضوية مجموعة من المنظمات الدولية، منها:
| علم المنظمة | اسم المنظمة                               | تاريخ انضمام فرنسا | تاريخ انضمام هايتي |
| ----------- | ----------------------------------------- | ------------------ | ------------------ |
|             | مؤسسة التنمية الدولية                     | 30 ديسمبر 1960     | 13 يونيو 1961      |
|             | يونسكو                                    | 4 نوفمبر 1946      | 18 نوفمبر 1946     |
|             | وكالة ضمان الاستثمار متعدد الأطراف        | 28 ديسمبر 1989     | 11 ديسمبر 1996     |
|             | الأمم المتحدة                             | 24 أكتوبر 1945     | 24 أكتوبر 1945     |
|             | الاتحاد البريدي العالمي                   | ?                  | ?                  |
|             | البنك الدولي للإنشاء والتعمير             | 27 ديسمبر 1945     | 8 سبتمبر 1953      |
|             | الاتحاد الدولي للاتصالات                  | 1866               | 10 أكتوبر 1927     |
|             | منظمة حظر الأسلحة الكيميائية              | ?                  | ?                  |
|             | مؤسسة التمويل الدولية                     | 20 يوليو 1956      | 20 يوليو 1956      |
|             | المركز الدولي لتسوية المنازعات الاستشارية | 20 سبتمبر 1967     | 26 نوفمبر 2009     |
|             | منظمة التجارة العالمية                    | 1995               | ?                  |
|             | منظمة الشرطة الجنائية الدولية             | ?                  | ?                  |

## أعلام
هذه قائمة لبعض الشخصيات التي تربطها علاقات بالبلدين:
- ألكسندر دوما (24 يوليو 1802[21][22][23] – 5 ديسمبر 1870[21][22][24])
- ألكسندر دوما (روائي وكاتب مسرحي فرنسي، 27 يوليو 1824[25] – 27 نوفمبر 1895[26][27][28])
- إدغار ديغا (رسام و نحات فرنسى، 19 يوليو 1834[29][30][31] – 27 سبتمبر 1917[30][31][32])
- ميكائيل جان (6 سبتمبر 1957 – )

## وصلات خارجية
- موقع وزارة الخارجية الفرنسية
- موقع وزارة الخارجية الهايتية